# 古田翔子
古田 翔子（ふるた しょうこ、1994年9月16日 - ）は、日本のプロボウラー。愛知県豊橋市出身。JPBAライセンスNo.506、第46期生（2013年交付）、フタバボウル所属、用品契約はサンブリッジ。

## 人物
小学1年生の時に入会したボウリング場のキッズクラブの交流会でプロボウラーの中谷優子に会い、プロボウラーに憧れるようになる。
中学2年の時に本格的にボウリングを始める。高校卒業後に日本プロボウリング協会のプロテストを受験し、合格する。
BS日テレの『ボウリング革命 P★League』（以下Pリーグ）に第46戦（第2シーズン）より参戦。キャッチフレーズは「発展途上！ひまわり娘」。6ショットチャレンジで19位以下(49)となり、デビュー戦は第47戦（第2シーズン第2戦）となった。2度目の出場となった第49戦（第3シーズン第1戦）で1回戦Dグループで森彩奈江と渡辺けあきに勝ってPリーグ初勝利、更に準決勝で松永裕美と安藤瞳に勝って、初の決勝戦に進出し第3位に入った。

## 戦績

### Pリーグ
- 第49戦 第3位

### 公式戦
- 2014宮崎プロアマオープントーナメント 25位タイ
- ROUND1CupLadies2014 28位
- 2017プロボウリングレディース新人戦 9位